# Ministeri de l'Interior d'Israel
El Ministeri d'Interior d'Israel (Misrad HaPnim; hebreu: משרד הפנים‎ àrab: وزارة الداخلية) d'Israel és una de les oficines de govern que és responsable del govern local, la ciutadania i la residència, els carnets d'identitat, estudiantils i els visats d'entrada.

## Responsabilitats
- Proporcionar nacionalitat i estatus de resident permanent.
- Emissió de visats d'entrada i visats de permanència al país.
- Administració d'habitants: inscripció personal
- Emissió de carnets d'identitat israelianes.
- Registres personals com a naixements, matrimonis, etc.
- Govern local, ajuntaments i supervisió de consells locals.
- Eleccions d'Israel.
- Associacions, Supervisió de planificació i construcció.

## Llista de ministres
| #  | Nom                | Partit                                 | Governs                          | Des de                 | Fins a                 |
| -- | ------------------ | -------------------------------------- | -------------------------------- | ---------------------- | ---------------------- |
| 1  | Yitzhak Gruenbaum  | Independent                            | 14 de maig de 1948               | 10 de març de 1949     |                        |
| 2  | Haim-Moshe Shapira | Front Religiós unit, Hapoel HaMizrachi | 1º, 2º, 3º                       | 10 de març de 1949     | 24 de desembre de 1952 |
| 3  | Israel Rokah       | Sionistes Generals                     | 4º, 5º                           | 24 de desembre de 1952 | 29 de juny de 1955     |
| –  | Haim-Moshe Shapira | Hapoel HaMizrachi                      | 6º                               | 29 de juny de 1955     | 3 de novembre de 1955  |
| 4  | Israel Bar-Yehuda  | Ahdut HaAvoda                          | 7º, 8º                           | 3 de novembre de 1955  | 17 de desembre de 1959 |
| –  | Haim-Moshe Shapira | Mafdal                                 | 9º, 10º, 11º, 12º, 13º, 14º, 15º | 17 de desembre de 1959 | 16 de juliol de 1970   |
| 5  | Golda Meïr         | Alineació                              | 15º                              | 16 de juliol de 1970   | 1 de setembre de 1970  |
| 6  | Yosef Burg         | Mafdal                                 | 15º, 16º                         | 1 de setembre de 1970  | 3 de juny de 1974      |
| 7  | Shlomo Hillel      | Alineació                              | 17º                              | 3 de juny de 1974      | 29 d'octubre de 1974   |
| –  | Yosef Burg         | Mafdal                                 | 17º                              | 29 d'octubre de 1974   | 22 de desembre de 1976 |
| –  | Shlomo Hillel      | Alineació                              | 17º                              | 16 de gener de 1977    | 20 de juny de 1977     |
| –  | Yosef Burg         | Mafdal                                 | 18º, 19º, 20º                    | 20 de juny de 1977     | 13 de setembre de 1984 |
| 8  | Ximon Peres        | Alineació                              | 21º                              | 13 de setembre de 1984 | 24 de desembre de 1984 |
| 9  | Yitzhak Peretz     | Xas                                    | 21º, 22º                         | 24 de desembre de 1984 | 6 de gener de 1987     |
| 10 | Yitzhak Shamir     | Likkud                                 | 22º                              | 6 de gener de 1987     | 22 de desembre de 1988 |
| 11 | Aryeh Deri         | Xas                                    | 23º, 24º, 25º                    | 22 de desembre de 1988 | 11 de maig de 1993     |
| 12 | Yitzhak Rabin      | Laborista                              | 25º                              | 11 de maig de 1993     | 7 de juny de 1993      |
| –  | Aryeh Deri         | Xas                                    | 25º                              | 7 de juny de 1993      | 14 de setembre de 1993 |
| –  | Yitzhak Rabin      | Laborista                              | 25º                              | 14 de setembre de 1993 | 27 de febrer de 1995   |
| 13 | Uzi Baram          | Laborista                              | 25º                              | 27 de febrer de 1995   | 7 de juny de 1995      |
| 14 | David Libai        | Partit Laborista                       | 25º                              | 19 de juny de 1995     | 18 de juliol de 1995   |
| 15 | Ehud Barak         | Laborista                              | 25º                              | 18 de juliol de 1995   | 22 de novembre de 1995 |
| 16 | Haim Ramon         | Laborista                              | 26º                              | 22 de novembre de 1995 | 18 de juny de 1996     |
| 17 | Eli Suissa         | No un MK                               | 27º                              | 18 de juny de 1996     | 6 de juliol de 1999    |
| 18 | Natan Xaranski     | Yisrael BaAliyah                       | 28º                              | 6 de juliol de 1999    | 11 de juliol de 2000   |
| –  | Haim Ramon         | Un Israel                              | 28º                              | 11 de juliol de 2000   | 7 de març de 2001      |
| 19 | Eli Yishai         | Xas                                    | 29º                              | 7 de març de 2001      | 23 de maig de 2002     |
| 20 | Ariel Xaron        | Likkud                                 | 29º                              | 23 de maig de 2002     | 3 de juny de 2002      |
| –  | Eli Yishai         | Xas                                    | 29                               | 3 de juny de 2002      | 28 de febrer de 2003   |
| 21 | Avraham Poraz      | Shinui                                 | 30º                              | 28 de febrer de 2003   | 4 de desembre de 2004  |
| 22 | Ophir Pines-Paz    | Laborista                              | 30º                              | 10 de gener de 2005    | 23 de novembre de 2005 |
| –  | Ariel Xaron        | Kadima                                 | 30º                              | 23 de novembre de 2005 | 4 de maig de 2006      |
| 23 | Roni Bar-On        | Kadima                                 | 31º                              | 4 de maig de 2006      | 4 de juliol de 2007    |
| 24 | Meir Sheetrit      | Kadima                                 | 31º                              | 4 de juliol de 2007    | 31 de març de 2009     |
| –  | Eli Yishai         | Xas                                    | 32º                              | 31 de març de 2009     | 18 de març de 2013     |
| 25 | Gideon Sa'ar       | Likkud                                 | 33º                              | 18 de març de 2013     | 5 de novembre de 2014  |
| 26 | Gilad Erdan        | Likkud                                 | 33º                              | 5 de novembre de 2014  | 14 de maig de 2015     |
| 27 | Silvan Shalom      | Likkud                                 | 34º                              | 14 de maig de 2015     | 27 de desembre de 2015 |
| 28 | Binyamín Netanyahu | Likkud                                 | 34º                              | 27 de desembre de 2015 | 11 de gener de 2016    |
| –  | Aryeh Deri         | Xas                                    | 34º                              | 11 de gener de 2016    |                        |